# Eunephthya susanae
Eunephthya susanae is een zachte koralensoort uit de familie van de Nephtheidae. De wetenschappelijke naam van de soort is voor het eerst geldig gepubliceerd in 1988 door Williams.